# Giulia Farnese
Giulia Farnese (Canino, 1474/1475 – Rome, 23 maart 1524) was een Italiaanse edelvrouw en een van de maîtresses van paus Alexander VI.

## Biografie
Giulia was de dochter van Pier Luigi Farnese, heer van Montalto, en Giovanna Caetani. Naast Giulia telde het gezin nog drie zonen, Alessandro (de latere paus Paulus III), Bartolomeo en Angelo, en een dochter Girolama.
Op 15-jarige leeftijd werd Giulia uitgehuwelijkt aan Orsino Orsini, lid van de invloedrijke Romeinse familie Orsini. Via Orsino’s stiefmoeder, Adriana de Mila, kwam Giulia in contact met kardinaal Rodrigo Borgia, die op dat moment vicekanselier was van de Rooms-Katholieke Kerk en in 1492 tot paus Alexander VI gekozen zou worden. Adriana was een achternicht van Rodrigo. Omwille van de status van haar stiefzoon binnen het Vaticaan stond Adriana toe dat Giulia een verhouding aanging met de paus. Giulia verhuisde naar het paleis van Santa Maria del Portico, dat grenst aan het Vaticaan, waar ook de dochter van de paus, Lucrezia Borgia, woonde. De affaire tussen Giulia en Alexander VI was alom bekend, waardoor Giulia bekend werd onder de bijnamen 'Concubine van de paus' en 'bruid van Christus'.
Uit de relatie met de paus werd een dochter geboren, Laura, hoewel dit nooit definitief is vastgesteld. Giulia slaagde er tevens in om haar broer Alessandro tot kardinaal te laten aanstellen.
Haar bezoek aan het sterfbed van haar broer Angelo in 1494 wekte de woede op van Alexander VI, die haar dwong terug te keren naar Rome. Door tussenkomst van haar echtgenoot besloot Giulia terug te gaan, maar op de terugreis werd zij gevangengenomen door het Franse leger, die voor haar vrijlating een losgeld bedong van de paus van 3000 scudi, wat ook betaald werd.
Rond 1500 kwam een einde aan de relatie met de paus, een periode waarin Giulia ook haar echtgenoot verloor. Na zich aanvankelijk teruggetrokken te hebben in Carbognano, trad zij na enkele jaren opnieuw in het huwelijk, ditmaal met Giovanni Capece van Bozzuto, een Napolitaans edelman. In de periode 1506-1522 werd Giulia aangesteld als gouverneur van Carbognano.
In 1523 verhuisde Giulia naar Rome, waar ze introk bij haar broer kardinaal Alessandro. Daar overleed zij op 23 maart 1524.

## Bijzonderheden

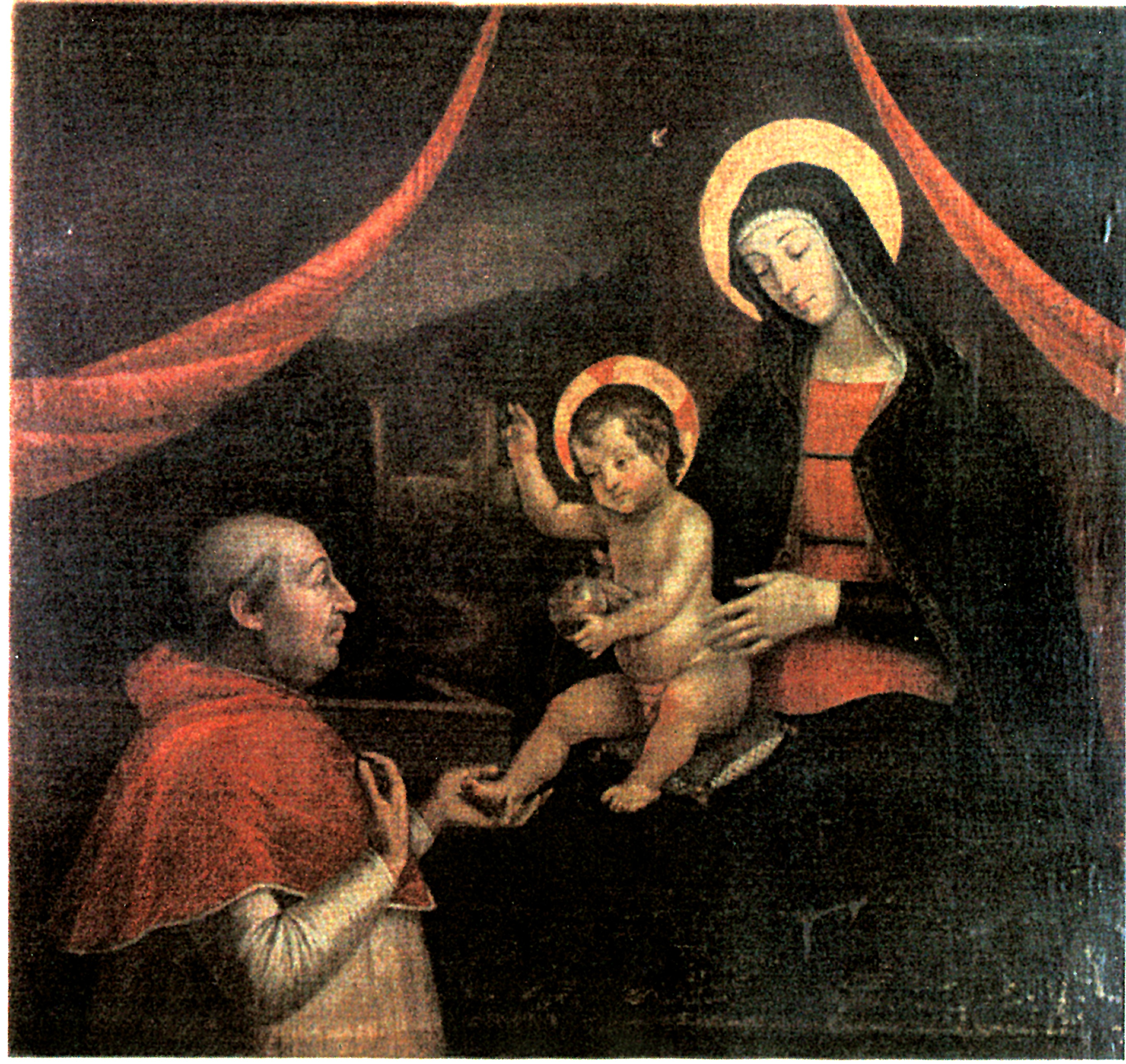
Kopie van de fresco “Paus Alexander VI in aanbidding voor de Madonna”

- Ondanks haar afkomst en relatie tot de paus zijn er geen afbeeldingen bekend waarbij met zekerheid kan worden vastgesteld dat het een portret van Giulia Farnese betreft. Op de verloren gegane fresco “Paus Alexander VI in aanbidding voor de Madonna” van de schilder Pinturicchio zou Giulia als de maagd Maria zijn afgebeeld.[1]

- Giulia’s dochter Laura werd uitgehuwelijkt aan Niccolò della Rovere, een neef van paus Julius II - terwijl Julius II bekendstond als aartsvijand van Alexander VI.

- Giulia’s broer Alessandro werd op 13 oktober 1534 gekozen tot paus Paulus III.